# Love Songs (Le più grandi canzoni d'amore dei Pooh)
Love Songs (Le più grandi canzoni d'amore dei Pooh) è un'antologia del gruppo musicale italiano Pooh, pubblicata in download digitale l'11 febbraio 2013.
Si tratta di una selezione particolare di canzoni non necessariamente tra le più famose, dato che si tratta di brani il cui filo conduttore è l'amore, elemento fondamentale nella discografia del gruppo, visto che la maggior parte delle loro canzoni tratta il tema amoroso.

## Tracklist
1. A un minuto dall'amore
2. Io e te
3. L'altra donna
4. Non lasciarmi mai più
5. Che vuoi che sia
6. Stare senza di te
7. Quel che non si dice
8. È bello riaverti
9. Tu dove sei
10. Mi manchi
11. In diretta nel vento
12. Io ti aspetterò
13. Noi due nel mondo e nell'anima
14. Dammi solo un minuto
15. Quando lui ti chiederà di me
16. Stai con me
17. Vento nell'anima
18. Isabel
19. Cosa dici di me
20. L'altra faccia dell'amore
21. Tu dov'eri
22. Scusami
23. Giulia si sposa
24. Infiniti noi
25. Cercando di te
26. Ci penserò domani (feat. Mario Biondi)
27. Innamorati sempre, innamorati mai
28. Il cuore tra le mani
29. Se c'è un posto nel tuo cuore
30. Dall'altra parte
31. Buona fortuna e buon viaggio
32. Reporter
33. Ti sposerei domani
34. Dietro la collina
35. Amore e dintorni
36. La mia faccia
37. Senza musica e senza parole
38. La donna del mio amico
39. Ricostruire un amore
40. La mia donna